# Благодатне (Генічеський район)
Благода́тне — село в Україні, у Іванівській селищній громаді Генічеського району Херсонської області. Населення становить 907 осіб.

## Історія
Під час організованого радянською владою Голодомору 1932—1933 років померло щонайменше 22 жителі села.
12 червня 2020 року, відповідно до розпорядження Кабінету Міністрів України № 713-р «Про визначення адміністративних центрів та затвердження територій територіальних громад Запорізької області», увійшло до складу Іванівської селищної громади.
17 липня 2020 року, в результаті адміністративно-територіальної реформи та ліквідації Іванівського району, село увійшло до складу Генічеського району.
24 лютого 2022 року село тимчасово окуповане російськими військами під час російсько-української війни.

## Населення
Згідно з переписом УРСР 1989 року чисельність наявного населення села становила 1073 особи, з яких 523 чоловіки та 550 жінок.
За переписом населення України 2001 року в селі мешкало 936 осіб.

### Мова
Розподіл населення за рідною мовою за даними перепису 2001 року:
| Мова       | Відсоток |
| ---------- | -------- |
| українська | 95,70 %  |
| російська  | 3,86 %   |
| молдовська | 0,22 %   |
| білоруська | 0,11 %   |

## Особи
Народилися:
- Славутич Яр (1918—2011) — поет, публіцист, літературознавець, мовознавець, редактор. Справжнє ім'я та прізвище — Григорій Михайлович Жученко. Народ. 11 січня 1918 р. на хуторі Жученки неподалік с. Благодатне.

## Галерея

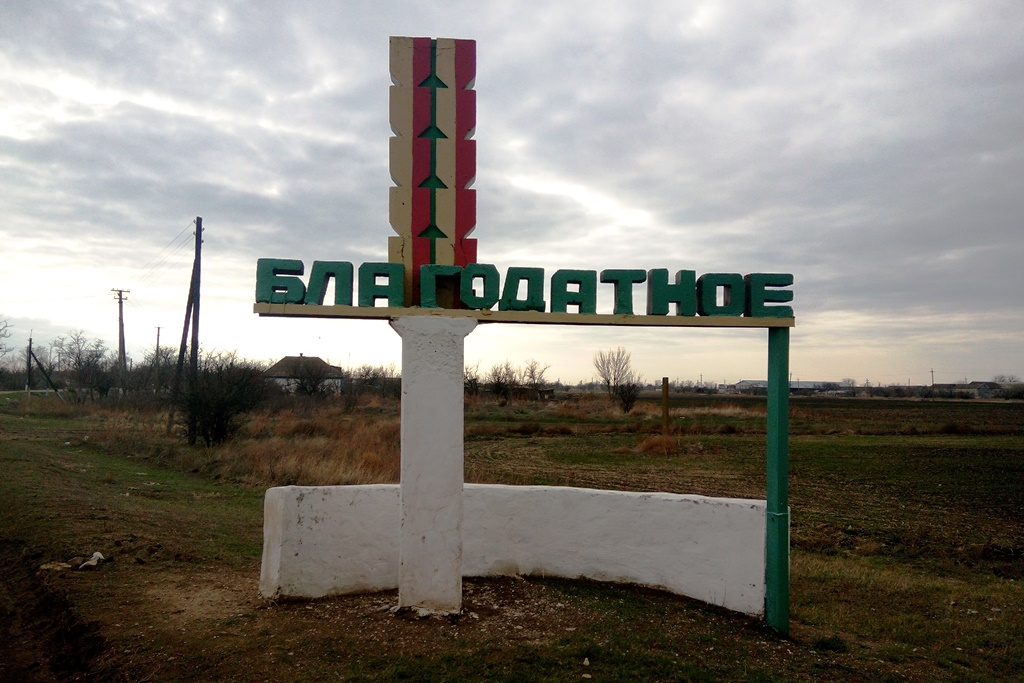
Стела при в'їзді в село
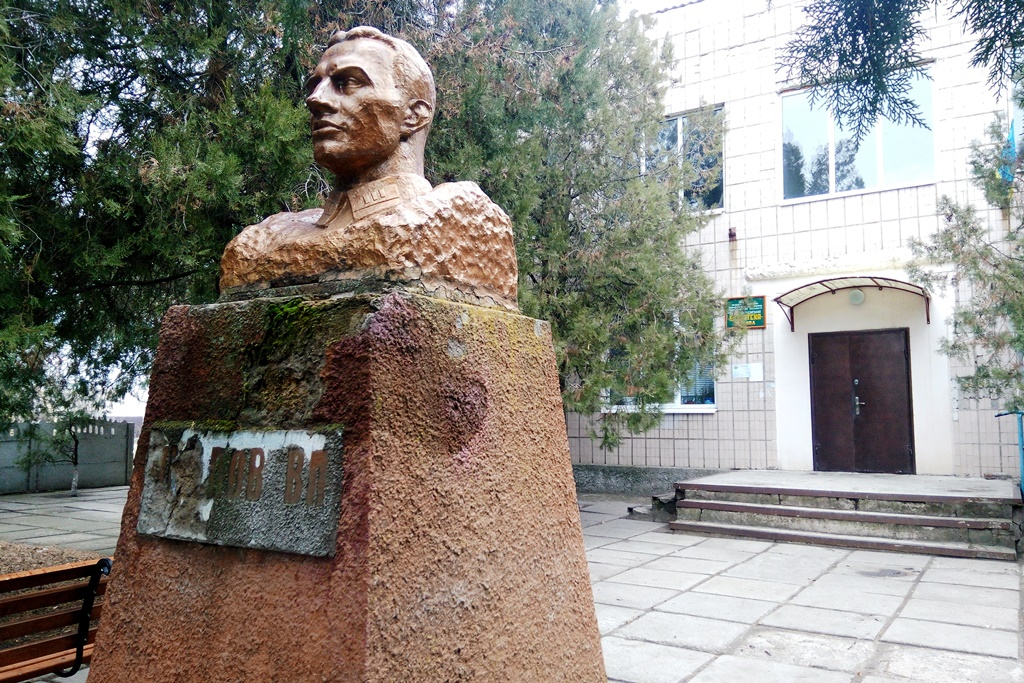
Погруддя В.П.Чкалову перед сільрадою
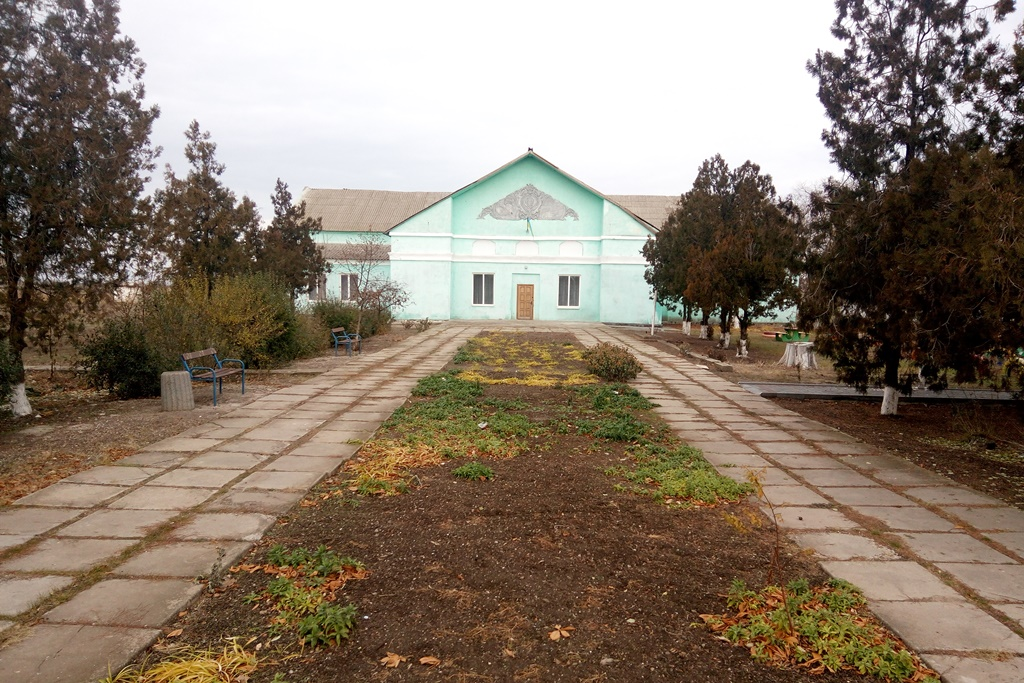
Панорамний вид на сільський будинок культури
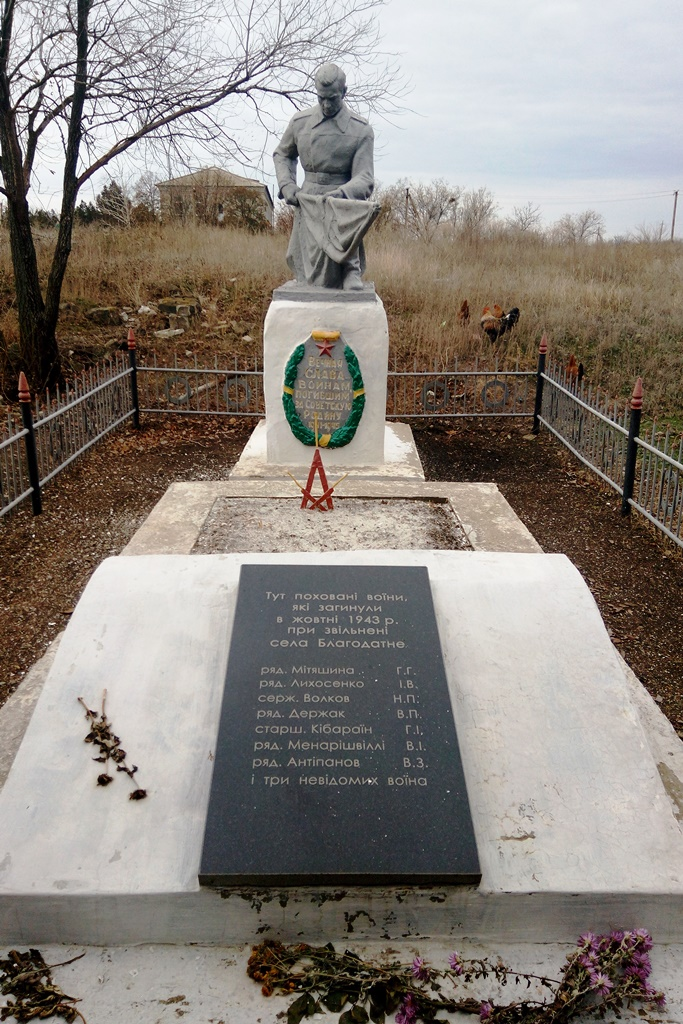
Пам'ятник загиблим воїнам Червоної Армії в боях за село в роки Другої світової війни
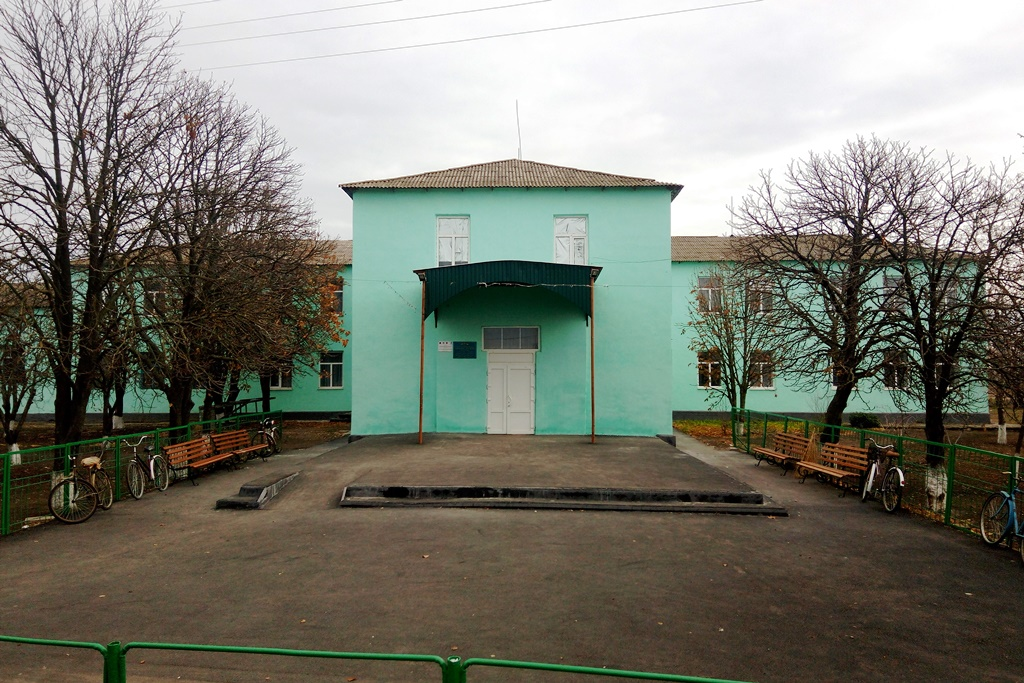
Сільська загальноосвітня школа
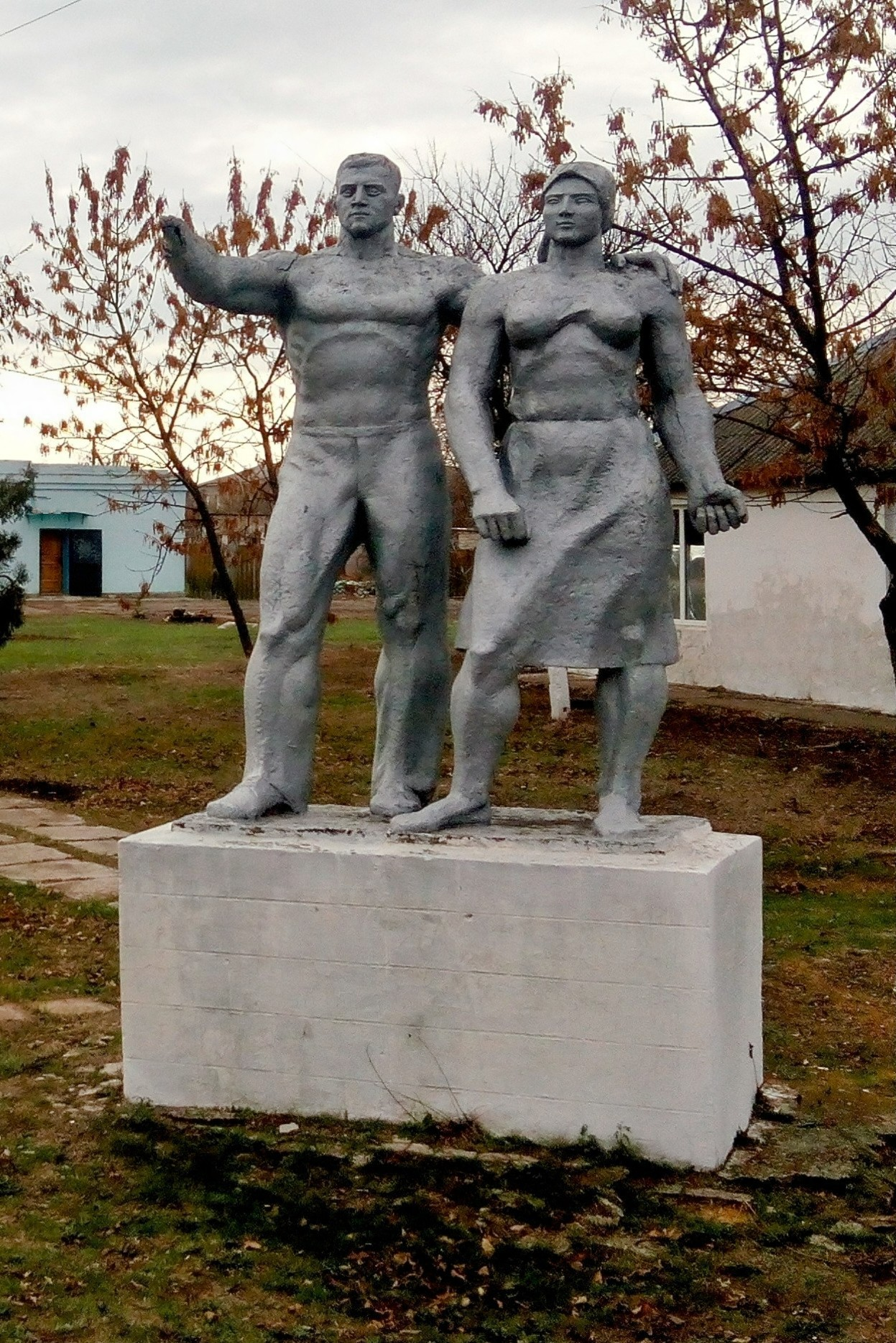
Скульптурна композиція "Робітник та колгоспниця"